# SNB 2012-2013 Huracanes de Mayabeque

## Pretemporada
Los Huracanes de Mayabeque para la temporada 2012-2013 de la Serie Nacional de Béisbol se encuentran entrenando en su sede el estadio Nelson Fernández con vistas a escalar mejores lugares en el podio, a sabiendas de la poca experiencia como equipo, apenas dos años en la serie aunque algunos de sus jugadores ya habían hecho campaña con el anterior equipo Habana.

## Temporada regular
En la temporada regular de la 52 Serie Nacional de Béisbol los 16 equipos participantes tienen una primera fase de 45 juegos de todos contra todos, pasando a la segunda etapa los primeros 8 equipos.

### Primera Fase
| Lugar | Equipo                      | JJ | JG | JP | .AVE | Dif. | Home Club | Visitante |
| ----- | --------------------------- | -- | -- | -- | ---- | ---- | --------- | --------- |
| 1     | Gallos de Sancti Spíritus   | 44 | 31 | 14 | .689 | -    | (16-8)    | (15-6)    |
| 2     | Elefantes de Cienfuegos     | 45 | 30 | 15 | .666 | 0.5  | (16-5)    | (14-10)   |
| 3     | Leones de Industriales      | 45 | 27 | 18 | .600 | 3.5  | (15-8)    | (12-10)   |
| 4     | Cocodrilos de Matanzas      | 45 | 27 | 18 | .600 | 3.5  | (15-9)    | (12-9)    |
| 5     | Piratas de la Isla          | 45 | 26 | 19 | .577 | 4.5  | (15-6)    | (11-13)   |
| 6     | Naranjas de Villa Clara     | 44 | 24 | 20 | .545 | 6.0  | (17-4)    | (7-16)    |
| 7     | Tigres de Ciego de Ávila    | 45 | 24 | 21 | .533 | 6.5  | (12-10)   | (12-11)   |
| 8     | Lobos de Pinar del Río      | 45 | 24 | 21 | .533 | 6.5  | (14-7)    | (10-14)   |
| 9     | Leñadores de Las Tunas      | 45 | 23 | 22 | .511 | 7.5  | (14-10)   | (9-12)    |
| 10    | Indios de Guantánamo        | 45 | 19 | 26 | .422 | 11.5 | (11-10)   | (8-16)    |
| 11    | Alazanes de Granma          | 45 | 19 | 26 | .422 | 11.5 | (13-11)   | (6-15)    |
| 12    | Avispas de Santiago de Cuba | 45 | 18 | 27 | .400 | 12.5 | (11-13)   | (7-14)    |
| 13    | Sabuesos de Holguín         | 45 | 18 | 27 | .400 | 12.5 | (13-11)   | (5-16)    |
| 14    | Huracanes de Mayabeque      | 45 | 18 | 27 | .400 | 12.5 | (11-10)   | (7-17)    |
| 15    | Ganaderos de Camagüey       | 45 | 17 | 28 | .377 | 13.5 | (10-11)   | (7-17)    |
| 16    | Cazadores de Artemisa       | 45 | 15 | 30 | .333 | 15.5 | (10-14)   | (5-16)    |

- Fuente: Béisbol Cubano

### Segunda Fase
| Lugar | Equipo                    | JJ | JG | JP | .AVE | Dif. | Home Club | Visitante |
| ----- | ------------------------- | -- | -- | -- | ---- | ---- | --------- | --------- |
| 1     | Gallos de Sancti Spíritus | 44 | 30 | 14 | .681 | -    | (15-8)    | (15-6)    |
| 2     | Elefantes de Cienfuegos   | 45 | 30 | 15 | .666 | 0.5  | (16-5)    | (14-10)   |
| 3     | Industriales              | 45 | 27 | 18 | .600 | 3.5  | (15-8)    | (12-10)   |
| 4     | Cocodrilos de Matanzas    | 45 | 27 | 18 | .600 | 3.5  | (15-9)    | (12-9)    |
| 5     | Piratas de la Isla        | 45 | 26 | 19 | .577 | 4.5  | (15-6)    | (11-13)   |
| 6     | Naranjas de Villa Clara   | 44 | 24 | 20 | .545 | 6.0  | (17-4)    | (7-16)    |
| 7     | Tigres de Ciego de Ávila  | 45 | 24 | 21 | .533 | 6.5  | (12-10)   | (12-11)   |
| 8     | Lobos de Pinar del Río    | 45 | 24 | 21 | .533 | 6.5  | (14-7)    | (10-14)   |

- Fuente: Béisbol Cubano

### Récord vs. Oponentes
| Equipo                      | PRI | IJV | MAY | IND | ART | MTZ | VCL | CFG | SSP | CAV | CMG | LTU | HOL | GRA | SCU | GTM | Record |
| --------------------------- | --- | --- | --- | --- | --- | --- | --- | --- | --- | --- | --- | --- | --- | --- | --- | --- | ------ |
| Lobos de Pinar del Río      | -   | 1-2 | 2-1 | 1-2 | 2-1 | 2-1 | 1-2 | 2-1 | 1-2 | 1-2 | 3-0 | 0-3 | 3-0 | 3-0 | 2-1 | 0-3 | 24-21  |
| Piratas de la Isla          | 2-1 | -   | 2-1 | 2-1 | 2-1 | 0-3 | 3-0 | 0-3 | 1-2 | 2-1 | 2-1 | 2-1 | 3-0 | 2-1 | 1-2 | 2-1 | 26-19  |
| Huracanes de Mayabeque      | 1-2 | 1-2 | -   | 0-3 | 1-2 | 1-2 | 0-3 | 1-2 | 0-3 | 3-0 | 3-0 | 2-1 | 1-2 | 1-2 | 1-2 | 2-1 | 18-27  |
| Industriales                | 2-1 | 1-2 | 3-0 | -   | 3-0 | 3-0 | 1-2 | 1-2 | 2-1 | 0-3 | 1-2 | 1-2 | 2-1 | 2-1 | 3-0 | 2-1 | 27-18  |
| Cazadores de Artemisa       | 1-2 | 1-2 | 2-1 | 0-3 | -   | 1-2 | 2-1 | 0-3 | 0-3 | 3-0 | 1-2 | 0-3 | 1-2 | 1-2 | 0-3 | 2-1 | 15-30  |
| Cocodrilos de Matanzas      | 1-2 | 3-0 | 2-1 | 0-3 | 2-1 | -   | 2-1 | 2-1 | 1-2 | 1-2 | 1-2 | 2-1 | 3-0 | 3-0 | 2-1 | 2-1 | 27-18  |
| Naranjas de Villa Clara     | 2-1 | 0-3 | 3-0 | 2-1 | 1-2 | 1-2 | -   | 0-3 | 2-0 | 1-2 | 2-1 | 2-1 | 0-3 | 3-0 | 2-1 | 3-0 | 24-20  |
| Elefantes de Cienfuegos     | 1-2 | 3-0 | 2-1 | 2-1 | 3-0 | 1-2 | 3-0 | -   | 1-2 | 2-1 | 2-1 | 1-2 | 2-1 | 3-0 | 2-1 | 2-1 | 30-15  |
| Gallos de Sancti Spíritus   | 2-1 | 2-1 | 3-0 | 1-2 | 3-0 | 2-1 | 0-2 | 2-1 | -   | 1-2 | 3-0 | 3-0 | 2-1 | 1-2 | 3-0 | 2-1 | 30-14  |
| Tigres de Ciego de Ávila    | 2-1 | 1-2 | 0-3 | 3-0 | 0-3 | 2-1 | 2-1 | 1-2 | 2-1 | -   | 3-0 | 1-2 | 2-1 | 2-1 | 1-2 | 2-1 | 24-21  |
| Ganaderos de Camagüey       | 0-3 | 1-2 | 0-3 | 2-1 | 2-1 | 2-1 | 1-2 | 1-2 | 0-3 | 0-3 | -   | 2-1 | 1-2 | 0-3 | 3-0 | 2-1 | 17-28  |
| Leñadores de Las Tunas      | 3-0 | 1-2 | 1-2 | 2-1 | 3-0 | 1-2 | 1-2 | 2-1 | 0-3 | 2-1 | 1-2 | -   | 0-3 | 2-1 | 1-2 | 3-0 | 23-22  |
| Sabuesos de Holguín         | 0-3 | 0-3 | 2-1 | 1-2 | 2-1 | 0-3 | 3-0 | 1-2 | 1-2 | 1-2 | 2-1 | 3-0 | -   | 0-3 | 1-2 | 1-2 | 18-27  |
| Alazanes de Granma          | 0-3 | 1-2 | 2-1 | 1-2 | 2-1 | 0-3 | 0-3 | 0-3 | 2-1 | 1-2 | 3-0 | 1-2 | 3-0 | -   | 3-0 | 0-3 | 19-26  |
| Avispas de Santiago de Cuba | 1-2 | 2-1 | 2-1 | 0-3 | 3-0 | 1-2 | 1-2 | 1-2 | 0-3 | 2-1 | 0-3 | 2-1 | 2-1 | 0-3 | -   | 1-2 | 18-27  |
| Indios de Guantánamo        | 3-0 | 1-2 | 1-2 | 1-2 | 1-2 | 1-2 | 0-3 | 1-2 | 1-2 | 1-2 | 1-2 | 0-3 | 2-1 | 3-0 | 2-1 | -   | 19-26  |

- Fuente: Béisbol Cubano